# 馬萊茨溪

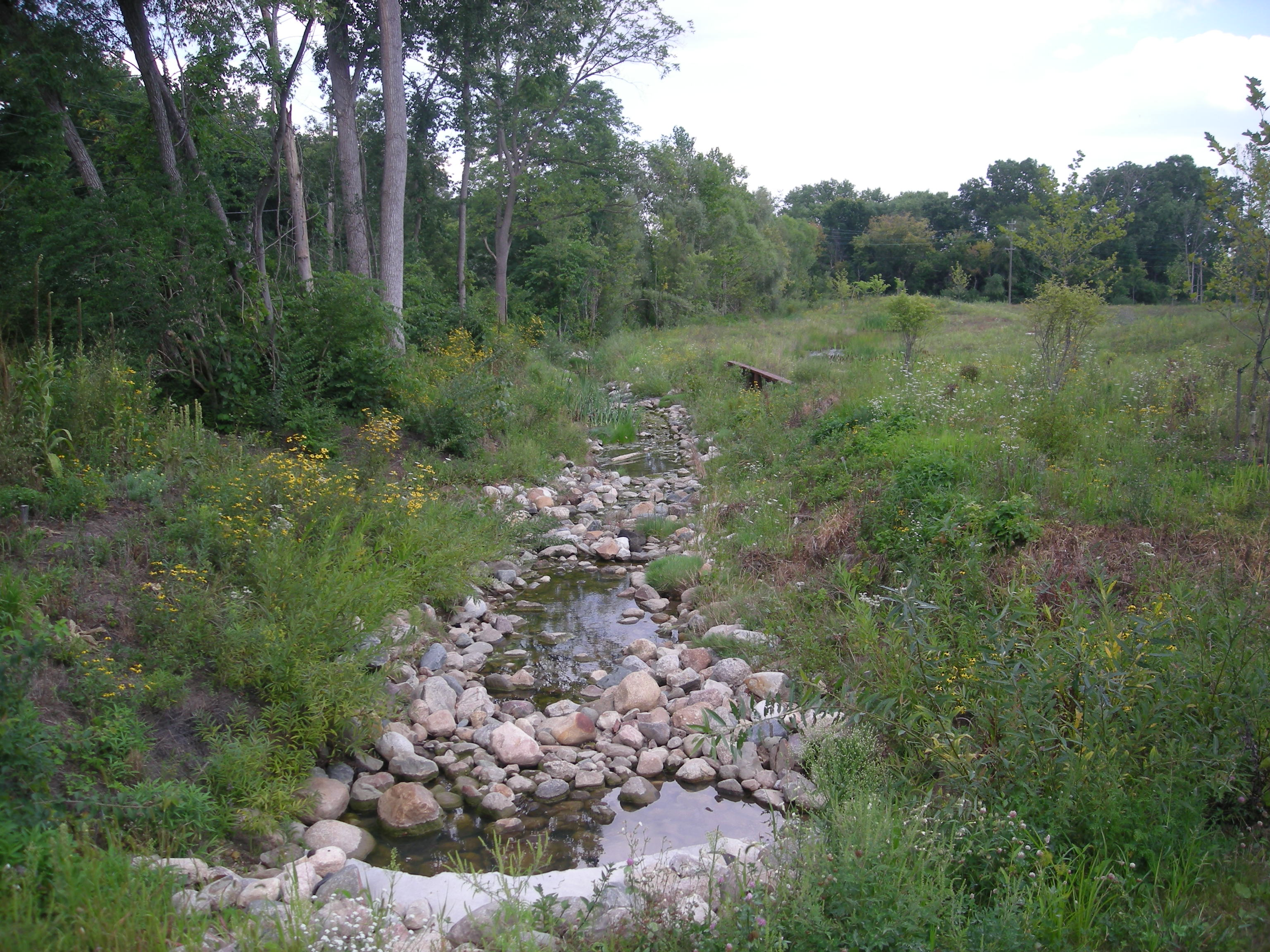
2013年的馬萊茨溪

馬萊茨溪（Malletts Creek）是密歇根州沃什特瑙縣安娜堡的一條溪流。 作為休倫河的支流，馬萊茨溪的大部分流域位於城市或郊區。小溪流域內大約40%的土地覆蓋著不透水的表面。因而該河處於極度受損狀態，現通過“Adopt-A-Stream”程序監控的流上的測試站點不斷顯示流質量差。